# Pere Voltas i Montserrat
Pere Voltas i Montserrat (La Selva del Camp, 1879 - Barcelona, 1947) fou un eclesiàstic, escriptor, poliglot, humanista, orientalista, filòsof, assagista i orador català.
Va professar a la Congregació dels Missioners Fills de l'Immaculat Cor de Maria l'any 1896. Va estudiar als col·legis eclesiàstics de Roma. Tenia un talent poc comú. Va viure a Roma i allí va fer recerca en els documents dels arxius i va poder consultar els llibres de la Biblioteca Vaticana en el període en què fou prefecte Achille Ratti (1914-1918) que després fou el Papa Pius XI, amb qui va mantenir una bona amistat.
A ell es deu la cripta del Temple Internacional del Cor de Maria al Parioli de Roma. Fou delegat pontifici amb missió especial a Rússia, i es va establir a Rostov del Don, on va fer una labor intensa durant i després de la I Guerra Mundial fins al 1923. Va ser testimoni del final del tsar, de la revolució, de la guerra civil i del triomf bolxevic.
El 1923 va tornar a Catalunya i fins al 1925 va estar a Barcelona on es va relacionar amb els intel·lectuals catalans, sobretot l'estilista i pensador Carles Cardó i Sanjuan, fundador i director de La Paraula Cristiana (1925), i el crític literari i filòsof Josep Maria Capdevila i Balanzó, fundador i primer director de El Matí (1929). Va donar conferències, cursets, i sermons.
Va tornar a Roma on tenia obertes les portes del Vaticà. Parlava italià com un nadiu. Va publicar uns sermons de quaresma en les llengües italiana i catalana a la ciutat de parla catalana de l'Alguer (Sardenya), durant els anys 1928 i 1929. També va publicar dos capítols titulats La llengua catalana a l'Alguer i La llengua catalana a Sardenya a La Paraula Cristiana, signats a la mateixa ciutat d'Alguer (27 de març de 1928), on va glossar la catalanitat de la ciutat.
Va ocupar el càrrec de vicepresident de la Conferència de les Missions Africanes de Roma, organitzada l'any 1927 i adherida al International Institute de Londres.
Va publicar un gran nombre de treballs en diverses revistes doctes i periòdics. Col·laborà assíduament a La Paraula Cristiana amb assaigs i estudis de temàtica variada, des dels inicis de la revista i, a la vegada, va trametre cròniques concernents a la política italiana i internacional, comentaris al món social i acotacions a les estructures laiques de l'Església, sobretot de l'Acció Catòlica, aquestes últimes subscrites amb el pseudònim Italus.
La Biblioteca de La Paraula Cristiana va editar la seva obra principal, El Sionisme o la qüestió nacional hebraica, en dos volums (1928-1929), la qual consta de quatre parts: la primera conté la història del Sionisme, la segona comprèn la tragèdia externa del poble jueu, la tercera engloba la dissort interna de l'hebraisme, i la quarta inclou la crítica de la teoria sionista.
Se li va proposar per dues vegades ser bisbe d'alguna de les diòcesis italianes, però va refusar. El papa Pius XI (1922-1939), el va nomenar conseller personal.
Va examinar la situació política catalana a La Paraula Cristiana després de la caiguda de Primo de Rivera (1930). Col·laborà amb articles d'alt nivell en el diari El Matí des del naixement d'aquest el 1929.
Parlava set llengües: català, castellà, francès, italià, anglès, alemany i rus; com a humanista i orientalista també dominava el llatí, el grec, l'hebreu, i el sànscrit.
El 1937 va abandonar l'orde claretià i fou acollit per l'arquebisbe de Bolonya. Passada la Segona Guerra Mundial, es va integrar a la institució religiosa secular Casa Nostra. Va morir a Barcelona el 1947.